# Liberatori
I Liberatori (Liberators) sono un gruppo di supercriminali creato da Mark Millar e Bryan Hitch, pubblicato dalla Marvel Comics. Appartengono all'universo Ultimate Marvel e sono i grandi nemici degli Ultimates in Ultimates 2. I Liberatori corrispondono ai Signori del male nell'universo Marvel Classico.

## Formazione
Il gruppo è formato da:
- Abominio, alias Chang Lam, è un ragazzo cinese potenziatosi fino a diventare un mostro giallo con la coda, simile ad Hulk.
- Colonnello, alias Abdul-al Rahman, è un ragazzo diciassettenne dell'Iran nord-occidentale, ed è l'unico uomo, dopo Capitan America, sul quale il siero del super-soldato ha funzionato positivamente. Così come Cap imbraccia uno scudo, lui impugna una sorta di lancia-laser.
- Dinamo Cremisi, alias Alex Su, è un ragazzo cinese che si è fuso con un'armatura di titanio rubata alle Stark Industries.
- Uomo Schizoide, alias sconosciuto, è un ragazzo francese potenziatosi con le cellule dell'Uomo Multiplo, capace quindi di moltiplicarsi.
- Uragano, alias sconosciuto, è una ragazza afro-coreana superveloce, simile a Quicksilver.
- Sciame, alias sconosciuto, è una ragazza siriana con la capacità di controllare insetti.
- Perun, alias sconosciuto, è un ragazzo russo paragonabile a un Thor sovietico, in quanto, oltre a vestirsi come lui, ha anche una falce ed un martello potente come il suo.

## Collaboratori
- Loki, dio asgardiano fratellastro di Thor, si finge un normale ragazzo norvegese. Vuole uccidere Thor per evitare di «Fare la guerra che porrà fine a tutte le guerre». Viene sconfitto da Thor che lo rimanda ad Asgard per farlo punire da Odino.
- Ultimate Vedova Nera, alias Natasha Alianovna Romanoff, è una spia russa infiltratasi tra gli Ultimates. Dopo aver sedotto Tony Stark, si fa regalare un'armatura nera da Iron Man. Durante gli scontri tradisce gli Ultimates, uccide la famiglia di Occhio di Falco e, uccide Jarvis, il maggiordomo gay degli Ultimates. Viene fermata da Iron Man che la blocca attraverso le nanomacchine che la stessa armatura che gli aveva donato avevano inserito nel suo sangue. Viene uccisa da Occhio di Falco con una freccia in mezzo agli occhi.
- Ultimate Giant-Man, alias Hank Pym, dopo aver lasciato gli Ultimates, crea un branco di Ultron per i Liberatori. Pentitosi di ciò che ha fatto, regala un siero per potenziare l'amata Janet facendola diventare alta 35 metri. Si arrende poi all'esercito.

## Storia
Formato da alcuni ragazzi asiatici ed europei, è un gruppo creato per eliminare gli Ultimates e lo S.H.I.E.L.D. per impedire il presunto dominio degli Stati Uniti d'America sul mondo. Il gruppo attacca New York su Ultimates 2 n. 9. Dopo aver distrutto mezza città ed aver fatto cadere la Statua della Libertà viene attaccato dagli Ultimates, che se la vedono con i loro campioni, mentre gli uomini-Sentinella, l'Uomo Ragno, i Fantastici Quattro e gli X-Men sconfiggono gli altri membri come gli Ultron e gli umani potenziati. I Liberatori vengono poi uccisi (con l'esclusione di Perun) dagli stessi Ultimates.
Ricompaiono poi su Ultimate X-Men n. 75 come nemici nella Stanza del pericolo, mentre il Colonnello compare su uno schermo della centrale di polizia su Ultimate Spider-Man Annual n. 2.